# American League Division Series
Die American League Division Series (ALDS) ist Teil der Play-offs in der Major League Baseball. Durch sie wird ermittelt, welche zwei Teams der American League (AL) gegeneinander in der American League Championship Series antreten, durch die wiederum der Vertreter der AL in der World Series bestimmt wird. Die Series besteht aus zwei Best-of-Five-Serien, in denen die Sieger der drei Divisionen der AL sowie der Gewinner der Wildcard spielen. Die Wildcard erhält dasjenige Team, das das beste Verhältnis von Siegen und Niederlagen vorweisen kann, aber keine der Divisionen der AL (East, Central, West) gewinnen konnte.

## Geschichte
Die Division Series wurde 1993 als dauerhafter Teil der Play-offs geschaffen, nachdem die MLB jede ihre beiden Ligen (American League und National League) in je drei Divisionen unterteilt hatte. Wegen des Spielerstreiks 1994 fand die erste Austragung jedoch erst 1995 statt. Zuvor hatte der Streik von 1981 eine Play-off-Serie innerhalb der Divisionen erforderlich gemacht. Sieger der Eastern Division der AL waren damals die New York Yankees, die gegen die Milwaukee Brewers gewannen, die zu der Zeit noch in der AL spielten. Die Western Division wurde von den Oakland Athletics gewonnen, die die Kansas City Royals in drei Spielen besiegen konnten. Derzeit können die New York Yankees die meisten Teilnahmen (18) an der Division Series vorweisen.

## Ermittlung der Spielpaarungen
Seit 1998 spielt das Team, das die Wildcard gewonnen hat, gegen denjenigen Divisionssieger, der die höchste Siegquote außerhalb der eigenen Division erzielt hat. Die beiden übrigen Divisionssieger treten in der zweiten Serie gegeneinander an. Kommen allerdings der Gewinner der Wildcard und der Divisionssieger mit der besten Siegquote aus der gleichen Division, spielt das Wildcard-Team gegen den Divisionssieger mit der zweitbesten Siegquote, während die beiden verbleibenden Teams gegeneinander spielen. Die Sieger der beiden Serien spielen sodann in der American League Championship Series und ermitteln im Best-of-Seven-Modus den Sieger der AL.
Die Teilnehmer der beiden Serien tragen die jeweils zwei Spiele im eigenen Stadion aus (sofern ein viertes Spiel erforderlich ist). Kommt es zu einem fünften und entscheidenden Spiel, findet es im Stadion desjenigen Teams statt, das die bessere Siegquote in der regulären Saison erreicht hat. Dieser sog. Home Field Advantage (drei statt nur zwei Spiele im eigenen Stadion) kommt allerdings dem Wildcard-Team nicht zugute.

## Wiederkehrende Begegnungen
| Anzahl | Begegnung                                            | Jahr                         |
| ------ | ---------------------------------------------------- | ---------------------------- |
| 5      | New York Yankees gegen Minnesota Twins               | 2003, 2004, 2009, 2010, 2019 |
| 4      | Boston Red Sox gegen Los Angeles Angels of Anaheim   | 2004, 2007, 2008, 2009       |
| 4      | Cleveland Guardians gegen Boston Red Sox             | 1995, 1998, 1999, 2016       |
| 4      | Cleveland Guardians gegen New York Yankees           | 1997, 2007, 2017, 2022       |
| 3      | Texas Rangers gegen New York Yankees                 | 1996, 1998, 1999             |
| 2      | New York Yankees gegen Oakland Athletics             | 2000, 2001                   |
| 2      | New York Yankees gegen Los Angeles Angels of Anaheim | 2002, 2005                   |
| 2      | Oakland Athletics gegen Minnesota Twins              | 2002, 2006                   |
| 2      | Detroit Tigers gegen New York Yankees                | 2006, 2011                   |
| 2      | Texas Rangers gegen Tampa Bay Rays                   | 2010, 2011                   |
| 2      | Detroit Tigers gegen Oakland Athletics               | 2012, 2013                   |
| 2      | Texas Rangers gegen Toronto Blue Jays                | 2015, 2016                   |
| 2      | Boston Red Sox gegen Tampa Bay Rays                  | 2013, 2021                   |

## Ergebnisse
| Jahr                             | Sieger                               | Verlierer                            | Siege                                | Niederlagen                          |                                      |
| -------------------------------- | ------------------------------------ | ------------------------------------ | ------------------------------------ | ------------------------------------ | ------------------------------------ |
| 1981                             | New York Yankees                     | Milwaukee Brewers                    | 3                                    | 2                                    |                                      |
| 1981                             | Oakland Athletics                    | Kansas City Royals                   | 3                                    | 0                                    |                                      |
| 1994                             | Keine ALDS wegen des Spielerstreiks. | Keine ALDS wegen des Spielerstreiks. | Keine ALDS wegen des Spielerstreiks. | Keine ALDS wegen des Spielerstreiks. | Keine ALDS wegen des Spielerstreiks. |
| 1995                             | Cleveland Indians                    | Boston Red Sox                       | 3                                    | 0                                    |                                      |
| 1995                             | Seattle Mariners                     | New York Yankees(WC)                 | 3                                    | 2                                    |                                      |
| 1996                             | New York Yankees                     | Texas Rangers                        | 3                                    | 1                                    |                                      |
| 1996                             | Baltimore Orioles(WC)                | Cleveland Indians                    | 3                                    | 1                                    |                                      |
| 1997                             | Baltimore Orioles                    | Seattle Mariners                     | 3                                    | 1                                    |                                      |
| 1997                             | Cleveland Indians                    | New York Yankees(WC)                 | 3                                    | 2                                    |                                      |
| 1998                             | New York Yankees                     | Texas Rangers                        | 3                                    | 0                                    |                                      |
| 1998                             | Cleveland Indians                    | Boston Red Sox(WC)                   | 3                                    | 1                                    |                                      |
| 1999                             | New York Yankees                     | Texas Rangers                        | 3                                    | 0                                    |                                      |
| 1999                             | Boston Red Sox(WC)                   | Cleveland Indians                    | 3                                    | 2                                    |                                      |
| 2000                             | Seattle Mariners(WC)                 | Chicago White Sox                    | 3                                    | 0                                    |                                      |
| 2000                             | New York Yankees                     | Oakland Athletics                    | 3                                    | 2                                    |                                      |
| 2001                             | New York Yankees                     | Oakland Athletics(WC)                | 3                                    | 2                                    |                                      |
| 2001                             | Seattle Mariners                     | Cleveland Indians                    | 3                                    | 2                                    |                                      |
| 2002                             | Minnesota Twins                      | Oakland Athletics                    | 3                                    | 2                                    |                                      |
| 2002                             | Anaheim Angels(WC)                   | New York Yankees                     | 3                                    | 1                                    |                                      |
| 2003                             | New York Yankees                     | Minnesota Twins                      | 3                                    | 1                                    |                                      |
| 2003                             | Boston Red Sox(WC)                   | Oakland Athletics                    | 3                                    | 2                                    |                                      |
| 2004                             | New York Yankees                     | Minnesota Twins                      | 3                                    | 1                                    |                                      |
| 2004                             | Boston Red Sox(WC)                   | Anaheim Angels                       | 3                                    | 0                                    |                                      |
| 2005                             | Chicago White Sox                    | Boston Red Sox(WC)                   | 3                                    | 0                                    |                                      |
| 2005                             | Los Angeles Angels of Anaheim        | New York Yankees                     | 3                                    | 2                                    |                                      |
| 2006                             | Detroit Tigers(WC)                   | New York Yankees                     | 3                                    | 1                                    |                                      |
| 2006                             | Oakland Athletics                    | Minnesota Twins                      | 3                                    | 0                                    |                                      |
| 2007                             | Boston Red Sox                       | Los Angeles Angels of Anaheim        | 3                                    | 0                                    |                                      |
| 2007                             | Cleveland Indians                    | New York Yankees(WC)                 | 3                                    | 1                                    |                                      |
| 2008                             | Boston Red Sox(WC)                   | Los Angeles Angels of Anaheim        | 3                                    | 1                                    |                                      |
| 2008                             | Tampa Bay Rays                       | Chicago White Sox                    | 3                                    | 1                                    |                                      |
| 2009                             | New York Yankees                     | Minnesota Twins                      | 3                                    | 0                                    |                                      |
| 2009                             | Los Angeles Angels of Anaheim        | Boston Red Sox(WC)                   | 3                                    | 0                                    |                                      |
| 2010                             | Texas Rangers                        | Tampa Bay Rays                       | 3                                    | 2                                    |                                      |
| 2010                             | New York Yankees(WC)                 | Minnesota Twins                      | 3                                    | 0                                    |                                      |
| 2011                             | Detroit Tigers                       | New York Yankees                     | 3                                    | 2                                    |                                      |
| 2011                             | Texas Rangers                        | Tampa Bay Rays(WC)                   | 3                                    | 1                                    |                                      |
| 2012                             | Detroit Tigers                       | Oakland Athletics                    | 3                                    | 2                                    |                                      |
| 2012                             | New York Yankees                     | Baltimore Orioles(WC)                | 3                                    | 2                                    |                                      |
| 2013                             | Detroit Tigers                       | Oakland Athletics                    | 3                                    | 2                                    |                                      |
| 2013                             | Boston Red Sox                       | Tampa Bay Rays(WC)                   | 3                                    | 1                                    |                                      |
| 2014                             | Baltimore Orioles                    | Detroit Tigers                       | 3                                    | 0                                    |                                      |
| 2014                             | Kansas City Royals(WC)               | Los Angeles Angels of Anaheim        | 3                                    | 0                                    |                                      |
| 2015                             | Kansas City Royals                   | Houston Astros(WC)                   | 3                                    | 2                                    |                                      |
| 2015                             | Toronto Blue Jays                    | Texas Rangers                        | 3                                    | 2                                    |                                      |
| 2016                             | Cleveland Indians                    | Boston Red Sox                       | 3                                    | 0                                    |                                      |
| 2016                             | Toronto Blue Jays(WC)                | Texas Rangers                        | 3                                    | 0                                    |                                      |
| 2017                             | New York Yankees(WC)                 | Cleveland Indians                    | 3                                    | 2                                    |                                      |
| 2017                             | Houston Astros                       | Boston Red Sox                       | 3                                    | 1                                    |                                      |
| 2018                             | Boston Red Sox                       | New York Yankees(WC)                 | 3                                    | 1                                    |                                      |
| 2018                             | Houston Astros                       | Cleveland Indians                    | 3                                    | 0                                    |                                      |
| 2019                             | Houston Astros                       | Tampa Bay Rays(WC)                   | 3                                    | 2                                    |                                      |
| 2019                             | New York Yankees                     | Minnesota Twins                      | 3                                    | 0                                    |                                      |
| 2020                             | Tampa Bay Rays                       | New York Yankees                     | 3                                    | 2                                    |                                      |
| 2020                             | Houston Astros                       | Oakland Athletics                    | 3                                    | 1                                    |                                      |
| 2021                             | Boston Red Sox(WC)                   | Tampa Bay Rays                       | 3                                    | 1                                    |                                      |
| 2021                             | Houston Astros                       | Chicago White Sox                    | 3                                    | 1                                    |                                      |
| 2022                             | Houston Astros                       | Seattle Mariners(WC)                 | 3                                    | 0                                    |                                      |
| 2022                             | New York Yankees                     | Cleveland Guardians                  | 3                                    | 2                                    |                                      |
| 2023                             | Texas Rangers(WC)                    | Baltimore Orioles                    | 3                                    | 0                                    |                                      |
| 2023                             | Houston Astros                       | Minnesota Twins                      | 3                                    | 1                                    |                                      |
| 2024                             | New York Yankees                     | Kansas City Royals(WC)               | 3                                    | 1                                    |                                      |
| 2024                             | Cleveland Guardians                  | Detroit Tigers(WC)                   | 3                                    | 2                                    |                                      |
| (WC) = Wildcard-Team (seit 1995) |                                      |                                      |                                      |                                      |                                      |